# Hong Tianguifu
Hong Tianguifu (ur. 23 listopada 1849, zm. 18 listopada 1864) – drugi i ostatni władca Niebiańskiego Królestwa Wielkiego Pokoju, najstarszy syn przywódcy tajpingów, Hong Xiuquana.
Najstarszy z trzech synów Hong Xiuquana; jego matką była Lai Lianying. Od wczesnego dzieciństwa był wyróżniany przez ojca i przeznaczony na następcę. Miał równy mu tytuł Niebiańskiego Króla (Tian Wang, 天王), choć na ogół używany z dodatkiem Młodszy. Według edyktów z 1861 miał się zająć zarządzaniem ziemskimi sprawami, podczas gdy jego ojciec miał się skupić wyłącznie na kwestiach duchowych.
Pięć dni po śmierci Hong Xiuquana objął 6 czerwca 1864 tron tajpingów w Nankinie, ale efektywna władza spoczywała w rękach Li Xiuchenga. Sześć tygodni później, 19 lipca, Zeng Guoquan przypuścił ostateczny szturm i zdobył stolicę tajpingów. Hong i Li uciekli z garstką popleczników (młodsi bracia i cztery żony Tianguifu zginęły w rzezi po szturmie). Li został szybko pojmany, ale Hong schronił się w Huzhou, bronionym przez Hong Rengana. Po jego zdobyciu uciekał dalej na południe, aż do południowego Jiangxi, gdzie został schwytany 25 października koło Shichengu. Przesłuchującym go urzędnikom qingowskim oświadczył, że nie uczestniczył w działaniach swego ojca, potajemnie studiował księgi konfucjańskie i że pragnie studiować dalej i przystąpić do cesarskich egzaminów.
Został stracony w Nanchangu.